# Marcos Zucker
Marcos Zucker (Buenos Aires; 15 de febrero de 1921 - íb. 13 de mayo de 2003) fue un actor y humorista argentino que se destacó en el teatro, el cine y la televisión, en especial con la comedia. Actuó en 66 películas. Era hermano del cantor de tango Roberto Beltrán.

## Biografía
Marcos Zucker nació y se crio en el barrio del Abasto de Buenos Aires.
Era hijo de inmigrantes polacos judíos llegados a la Argentina a comienzos del siglo XX durante la gran inmigración europea. 
Debido a la cultura, al igual que muchos músicos de origen judío, utilizó seudónimos; sin embargo, él se negó a adoptar un nombre artístico.
Dado el antisemitsmo que caracterizó el régimen ultra católico de Eduardo Lonardi sería vetado de las radios y los teatros por dos años. 
Durante la dictadura cívico-militar (1976-1983), uno de sus hijos, Ricardo Marcos Zucker (el Pato), fue detenido-desaparecido en octubre de 1976.
Después de ello, su caracterización de personajes dramáticos alcanzó una profundidad tal que —cuentan viejos televidentes— los médicos recomendaban a sus pacientes con problemas cardíacos no ver esas escenas. Fue uno de los pocos amigos de verdad de Eva Duarte a quien ayudó como si fuese el otro hermano. Ha contado muchas historias y anécdotas. En una la ve observando a través de la vidriera de una cafetería a la gente sentadas a la mesa... la saluda y dice: "Eva vamos a tomar un cafe"... Ella le dice: "¿te puedo pedir si el café, puede ser con leche y con medialunas?" ... Marcos Zucker falleció el 13 de mayo de 2003, a los 82 años, como consecuencia de un paro cardiorrespiratorio.
Sus restos descansan en el Panteón de los Actores en el Cementerio de la Chacarita.

## Carrera

### TV
Comenzó como galán pero poco a poco se destacó en la comedia. En televisión, en la década del '60 fue uno de los integrantes principales del famoso programa televisivo cómico La tuerca y La baranda. En la década del '90 participó del elenco de Cebollitas.Y participó del ciclo Alta Comedia, personificando un coprotagonista en el unitario "La hija del relojero" por canal 9. Fue el partenaire de Juan Carlos Calabró en "El Contra", emitido por canal 9, junto al mismo actor trabajó en "Calabromas".

### Teatro
En teatro trabajó muchos años junto a la actriz Luisa Vehil con quien realizó La alondra de Jean Anouilh, bajo dirección de Jean-Louis Barrault. 
También actuó y protagonizó obras teatrales del género revistas en la Av. Corrientes de Buenos Aires y también en Mar del Plata.
En Chile realizó durante siete temporadas la comedia musical El violinista sobre el tejado.

### Cine
Desempeñó memorables papeles en películas como Juvenilia; El crack; La cigarra no es un bicho; Mi novia, él...; Gallito ciego. En la comedia se destacó trabajando con capo cómicos como Alberto Olmedo, Jorge Porcel o Tato Bores, haciendo de empresario o prestamista usurero en las comedias Los caballeros de la cama redonda, Así no hay cama que aguante o Departamento compartido, demostrando una gran vena humorística.

## Filmografía
- India Pravile (2003) -Amigo del café
- Trapo viejo (inédita - 2003)
- NS/NC (2002) -El abuelo
- Gallito ciego (2000) -Jubilado
- Ángel, la diva y yo (1999) -Pereyra
- El mar de Lucas (1999) -Hombre de Las Glicinas
- Vendado y frío (no estrenada comercialmente - 1999) -Matías
- El verso (1995) -Rumano
- Delito de corrupción (1991) -Hombre que encuentra cadáver
- Los insomnes (1984)
- Un loco en acción (1983) -Jefe
- Diablito de barrio (1983)
- Más allá de la aventura (1980)
- Gran valor (1980) -Rusestein
- Tiro al aire (1980)
- Departamento compartido (1980)
- Así no hay cama que aguante (1980)
- Hotel de señoritas (1979)
- El divorcio está de moda (de común acuerdo) (1978) -Caetano
- Don Carmelo, Il Capo (1976) -Borracho en bar
- La isla de los dibujos (inédita - 1976)
- Mi novia el... (1975)
- Seguro de castidad (1974)
- Los caballeros de la cama redonda (1973)
- Vení conmigo (1972)
- Todos los pecados del mundo (1972)
- Siempre te amaré (1971)
- Turismo de carretera (1968)
- Crimen sin olvido (inédita - 1968)
- Flor de piolas (1967)
- Hotel alojamiento (1966)
- La gran felicidad (no estrenada comercialmente - 1966)
- Convención de vagabundos (1965)
- Viaje de una noche de verano (1965)
- La cigarra no es un bicho (1963)
- El rufián (1961) -Recién casado
- La maestra enamorada (1961)
- Vacaciones en la Argentina (1960)
- El crack (1960)
- Violencia en la ciudad (inédita - 1957)
- El sonámbulo que quería dormir (1956)
- Amor a primera vista (1956)
- Canario rojo (1955)
- Su seguro servidor (1954)
- Soy del tiempo de Gardel (inédita - 1954)
- ¡Qué noche de casamiento! (1953)
- Las tres claves (1953) -Félix
- El mucamo de la niña (1951)
- La pícara cenicienta (1951)
- ¡Qué hermanita! (1951)
- Ritmo, sal y pimienta (1951)
- Escuela de campeones (1950)
- Mary tuvo la culpa (1950)
- Otra cosa es con guitarra (1949)
- Yo no elegí mi vida (1949) -Polizón en tren
- La otra y yo (1949)
- El barco sale a las diez (1948)
- Estrellita (1947)
- Lucrecia Borgia (1947)
- Corazón (1947)
- Se rematan ilusiones (1944)
- Los hijos artificiales (1943)
- Juvenilia (1943)
- Nosotros…los muchachos (1940)
- Héroes sin fama (1940)
- El casamiento de Chichilo (1938)

## Premios
Entre los premios más importantes que recibió destaca el 
- Trinidad Guevara de la Asociación Argentina de Actores (1998), entregado en medio de una ovación.